# Astrocaryum macrocalyx
Espèce
Astrocaryum macrocalyx est une espèce de palmiers à feuilles pennées.